# Vineta (Schiff, 1962)
Das Fahrgastschiff Vineta wurde 1962 in der Kölner Werft GmbH & Co. Schiffbau KG, E. Berninghaus in Köln gebaut. Benannt wurde das Schiff damals nach der Erft, einem knapp 106,60 Kilometer langen, südwestlichen und orographisch linken Nebenfluss des Rheins in Nordrhein-Westfalen (Deutschland). Das Schwesterschiff heißt Düssel.

## Geschichte
Das Schiff war jahrzehntelang auf dem Rhein für die Weisse Flotte Düsseldorf als Tagesausflugsschiff im Einsatz. Im August 2006 wurde es an die Vetter Verkehrsbetriebe verkauft und auf eigenem Kiel zur Schiffswerft Georg Placke in Aken an der Elbe überführt. Von dort aus wurde es über Land nach Bitterfeld auf die Goitzsche, das „Bitterfelder Meer“, gebracht und am 16. September 2006 auf den Namen Vineta getauft. Dort führt es seitdem Rundfahrten durch.